# Royal Prince Alfred Yacht Club
Royal Prince Alfred Yacht Club (RPAYC) to jeden z wiodących australijskich klubów żeglarskich, w którym duży nacisk kładzie się na żeglarstwo regatowe. Położony jest w Pittwater w Newport.
Klub na samym początku swojej historii mieścił się w Kiribili prawdopodobnie do 1959 r. przystań i klub znajdowały się na Green Poincie, na południowym krańcu Pittwater, na północ od Crystal Bay, naprzeciwko hotelu Newport Arms.

## Historia
W 1856 roku powstał klub The Mosquito Yacht Club. We wtorek 15 października 1867 roku w The Sydney Morning Herald została umieszczona reklama – "Mosquito Yacht Club – Właściciele łodzi, którzy chcą się przyłączyć, spotkajcie się dziś wieczorem w McGrath's". Reklamowane spotkanie odbyło się w hotelu Punch & McGraths przy King Street i pod przewodnictwem T. Stricklanda postanowiono utworzyć klub jachtowy o nazwie Prince Alfred Yacht Club.
Nazwa Prince Alfred została przyjęta w celu upamiętnienia zbliżającej się wizyty księcia Alfreda w Sydney. W styczniu 1868 roku Jego Królewska Wysokość, książę Alfred, książę Edynburga, dowodzący HMS Galatea przypłynął do Port Jackson. Został powitany przez dwie linie jachtów z Royal Sydney Yacht Squadron i Prince Alfred Yacht Club, pomiędzy którymi przepłynął HMS Galatea.
W sierpniu 1911 roku Prince Alfred Yacht Club otrzymał pozwolenie od króla Jerzego V na używanie przedrostka Royal.
Klub pierwotnie zajmował siedzibę przy Moore Street w Sydney, znanej dziś jako Martin Place, a ostatecznie przeniósł się na 51 Castlereagh Street. W 1956 roku klub zakupił nieruchomość przy ulicy Rowe i na jej miejscu postawiono nowy budynek.
W 1919 roku Komitet zdecydował, że Port Jackson staje się zbyt zatłoczona dla wyścigów jachtów i utworzono podkomisję w celu zbadania terenów nadających się do regat w rejonie Pittwater.
W rezultacie zakupiono w tym celu Green Point za kwotę 650 funtów. Poza ceremonią nasadzenia drzew obszar pozostał praktycznie nieużywany, dopóki grupa entuzjastów, którzy budowali jachty klasy Jubilee, nie połączyła swoich siły i zbudowała dla swoich potrzeb przystań oraz slip. Gubernator Nowej Południowej Walii, Honorowy Komandor Klubu, Lord Wakehurst oficjalnie otworzył obecną siedzibę 17 grudnia 1938 roku. W wyścigu, który odbył się tego dnia, wystartowały 22 jachty klasy Jubilee.
Podczas II wojny światowej cała żeglarska aktywność w Pittwater i Port Jackson została zawieszona. Po wojnie w 1947 roku powiększono hangar, założono kotwicowisko w Crystal Bay i żeglarskie życie powróciło do Pittwater.
W 1956 roku przy hangarze wzniesiono chatę dozorcy oraz uzyskano licencję na alkohol oraz przebudowano część hangaru na mały bar.
W 1957 roku wolonariusze przebudowali slip i hangary na łodzie, a flota regatowa na Pittwater rosła w zawrotnym tempie. Klub zakupił sąsiednią nieruchomość Moonbar, po zachodniej stronie ulicy Mitala i przekształcił go budynek klubowy. Ziemia, wcześniej należąca do Ashleya Buckinghama, stała się znana jako "Pałac Buckingham" i była popularnym miejscem spotkań członków klubu.
W 1962 roku klub pogłębił północno-zachodnią stronę Crystal Bay i pozyskał obszar między Moonbar a Green Point. Marina A, mieszcząca około 52 jednostek, została pogłębiona. W tym samym czasie utwardzono  powierzchnię dla dziesięciu jachtów o klasy 5,5 m.
Regaty jachtów na Pittwater w latach sześćdziesiątych nabierały tempa. Moonbar, choć rozbudowany, nie był w stanie poradzić sobie z napływem członków i gości, więc zdecydowano, że na Green Point należy zbudować nowy klub, aby zaspokoić rosnące potrzeby. 15 maja 1968 roku jego Królewska Wysokość, książę Filip odwiedził klub, aby położyć kamień węgielny pod nowy budynek. Niestety, z powodu ulewnego deszczu i wiatru przekraczającego 100 km/h, książę położył kamień zdalnie z Moonbar. Niezależnie od tego był to pamiętny dzień dla członków, kiedy królewski „żeglarz” dołączył do wspólnego obiadu.

## Zasłużeni członkowie

### Rekordziści świata
- Kay Cottee

### Zwycięzcy regat Sydney Hobart
- Magnus Halvorsen
- Trygve Halvorsen

### Olimpijczycy
| Osoba                           | Klasa             | Rok  | Miejsce |
| ------------------------------- | ----------------- | ---- | ------- |
| Bill Northam i Peter O'Donnell  | 5,5 m             | 1964 | złoto   |
| Martin Visser                   | Star              | 1964 | 10      |
| Ian Winter                      | Latający Holender | 1964 |         |
| Bill Solomons                   | 5,5 m             | 1968 |         |
| John Anderson i David Forbes    | Star              | 1972 | złoto   |
| Ken Berkeley i Bob Miller       | Soling            | 1972 |         |
| Gordon Ingate                   | Tempest           | 1972 |         |
| John Anderson i David Forbes    | Soling            | 1976 |         |
| Richard Coxon                   | Star              | 1984 | 11      |
| Colin Beashel i Glen Bourke     | Star              | 1988 | 7       |
| Mike Mottl                      | Soling            | 1992 |         |
| Colin Beashel                   | Star              | 1992 | 7       |
| Glen Bourke                     | Finn              | 1992 |         |
| Colin Beashel                   | Star              | 1996 | brąz    |
| Stephen McConaghy               | Soling            | 1996 |         |
| Colin Beashel                   | Star              | 2000 | 7       |
| Colin Beashel                   | Star              | 2004 | 15      |
| Iain Murray i Andrew Palfrey    | Star              | 2008 | 14      |
| Angela Farrell                  | Yngling           | 2008 |         |
| Nina Curtis                     | Elliott 6m        | 2012 |         |
| Daniel Fitzgibbon i Liesl Tesch | SKUD 18           | 2012 | złoto   |
| Jason Waterhouse                | Nacra 17          | 2016 | srebro  |

### Zwycięzcy Pucharu Ameryki
- James Spithill 2010, 2013